# 전석홍
전석홍(全錫洪, 1934년 1월 13일~)은 대한민국의 정치인이다. 전라남도지사와 제15대 국회의원을 지냈다. 본관은 천안이며,  출신이다.

## 학력
- 장천국민학교
- 목포공립공업중학교
- 목포고등학교 졸업
- 서울대학교 문리과대학 정치학과 졸업(학사)
- 서울대학교 환경대학원 석사
- 한양대학교 대학원 행정학 박사

## 경력
- 제13회 고등고시 행정과 합격
- 광주시장, 광산군수, 영광군수
- 내무부 개발, 재정, 행정국장
- 내무부 차관보
- 전라남도 도지사
- 국가보훈처장
- 한나라당 전남도지부위원장, 장흥영암지구당위원장
- 2001.5 ~ 2003 : 한나라당 국책자문위원장
- 대한민국헌정회 이사
- 2007 : 이명박대통령 선거대책위원회 부위원장
- 2008.08 ~ 2013.10 : 여의도연구소 이사장
- 2013.11 ~ : 여의도연구원 상임고문

## 역대 선거 결과
|  | 26.49% |

|  | 34.5% |

## 가족 관계
- 전주혜(딸, 전 제21대 국민의힘 비례대표 국회의원, 변호사)